# Luxe TV
Luxe TV – francuska stacja telewizyjna, pierwsza na świecie sieć poświęcona różnorodności luksusu. 

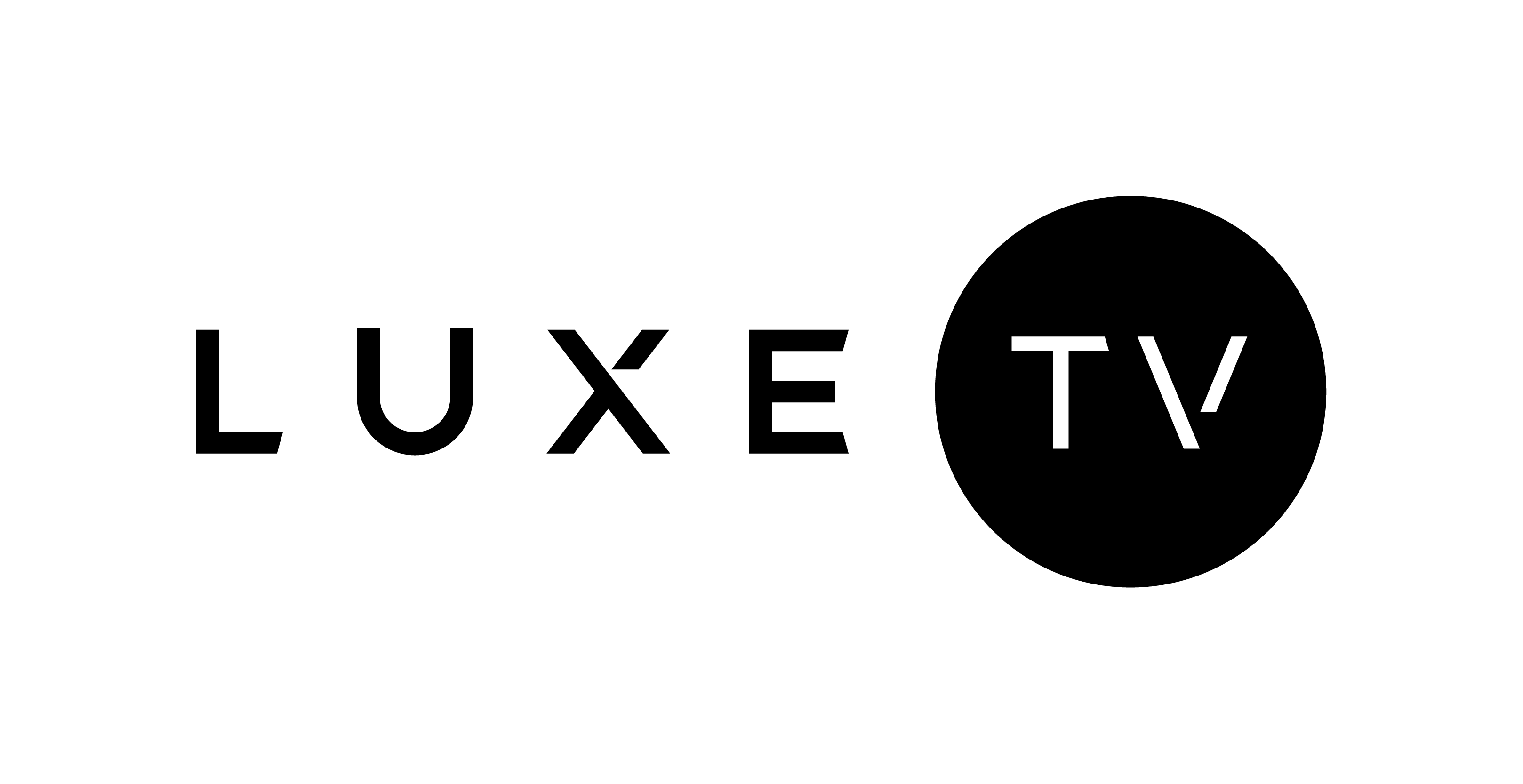
Logo Luxe TV

Luxe TV jest nadawany z Luksemburga. Stacja jest dostępna na satelitach Hot Bird - 13E, Eutelsat W3A - 7E, Astra - 19,2E i Badr 4 - 26E.
Kanał jest również produkowany w HDTV pod nazwą Luxe TV HD. W Polsce Luxe TV HD dostępny jest w sieci Vectra, Toya i Multimedia Polska.